# Ustroń (Braniewo)
Ustroń (deutsch Friedhöfchen) war ein Ort  in der polnischen Woiwodschaft Ermland-Masuren innerhalb der Landgemeinde Braniewo (Braunsberg) im Powiat Braniewski (Kreis Braunsberg). Bis 1945 gehörte der Ort zum Kreis Heiligenbeil in Ostpreußen.

## Geographische Lage
Die Ortsstelle von Ustroń resp. Friedhöfchen liegt im Nordwesten der Woiwodschaft Ermland-Masuren, elf Kilometer südöstlich der früheren und heute auf russischem Staatsgebiet gelegenen Kreisstadt Heiligenbeil (russisch Mamonowo) bzw. zehn Kilometer östlich der heutigen Kreismetropole Braniewo (deutsch Braunsberg).

## Geschichte
Im Jahre 1861 wurde das Vorwerk Friedhöfchen gegründet. Der kleine Ort bestand aus ein paar kleinen Gehöften. Bis 1945 war er ein Wohnplatz des Guts Grunenfeld (polnisch Gronówko) im ostpreußischen Kreis Heiligenbeil, Regierungsbezirk Königsberg.
Zum Vorwerk Friedhöfchen gehörte ein Hospital, in dem alte und arbeitsunfähige Gutsleute wohnten und verpflegt wurden. Eine 1864 angelegte Kastanienallee – sie wurde „Düppelallee“ genannt – stellte die Verbindung zum Gutsbereich her.
Als 1945 in Kriegsfolge das gesamte südliche Ostpreußen an Polen abgetreten wurde, erhielt Friedhöfchen die polnische Namensform „Ustroń“. Doch fand der Ort kaum noch Erwähnung und dürfte allmählich in Gronówko (Grunenfeld) aufgegangen sein. Er gilt heute als untergegangen. Seine Ortsstelle ist noch erkennbar an einigen Wirtschaftsgebäuden des früheren Guts, die anscheinend gar nicht mehr genutzt werden. Sie liegt im Gebiet der Gmina Braniewo im Powiat Braniewski, 1975 bis 1998 der Woiwodschaft Elbląg, seither der Woiwodschaft Ermland-Masuren zugehörig.

## Religion
Bis 1945 war Friedhöfchen in das Kirchspiel der evangelischen Kirche Eisneberg (polnisch Żelazna Góra) in der Kirchenprovinz Ostpreußen der Kirche der Altpreußischen Union eingegliedert.

## Verkehr
Die Ortsstelle Friedhöfchens resp. Ustrońs ist von Gronówko aus zu erreichen.